# 21966 Hamadori
21966 Hamadori è un asteroide della fascia principale. Scoperto nel 1999, presenta un'orbita caratterizzata da un semiasse maggiore pari a 2,4109843 UA e da un'eccentricità di 0,3103647, inclinata di 6,60934° rispetto all'eclittica.